# 森田梧郎
森田 梧郎（もりた ごろう、1896年〈明治29年〉2月15日 - 1950年〈昭和25年〉4月13日）は、朝鮮総督府の学務官僚。編修官として国語（日本語）教科書の編纂や、朝鮮における日本語普及政策に携わった。国際経済学者の森田桐郎（元東京大学経済学部教授）は長男。

## 略歴
出生から修学期
1896年(明治29年)、新潟県北蒲原郡乙村（現・胎内市）にて生まれた。1915年、新潟県立新発田中学校を卒業。朝鮮半島に渡り、1918年3月に京城中学校附属臨時小学校教員養成所を卒業。
教員時代
卒業後は朝鮮公立小学校訓導に任じられ、釜山第二尋常小学校に赴任した。1920年、金海公立尋常高等小学校訓導に転任後、同年中に京城櫻井公立尋常小学校訓導に異動。
1930年、京城帝国大学法文学部国語学国文学専攻の選科に入学。指導教官は高木市之助。1931年に同大学選科を修了。卒業論文は『仮名手本忠臣蔵の研究』であった同年、朝鮮総督府学務局編輯課の嘱託に採用され、以後、国語教科書の編集に従事した。1934年3月、予科修了学力検定試験合格に伴い、京城帝国大学法文学部の文学科を卒業し、文学士号を取得した。1935年、朝鮮総督府編修書記に任ぜられ、学務局編輯課への勤務を命ぜられた。
- 1937年：8月2日付けで朝鮮総督府編修官に任ぜられ、高等官七等に叙せられる。
- 1939年：12月28日付けで高等官六等に陞叙。
- 1942年：6月30日付けで高等官五等に陞叙。
- 1945年：3月31日付けで高等官四等に陞叙。4月18日付けで昭和20年勅令63号により京城府在勤を命ぜられる。

戦後
敗戦に伴い、1945年年末までに故郷の新発田へ引き揚げ。1950年、同地にて死去した。

## 著書
- 『国語の教へ方』1943
- 『国語の教へ方』中央協和会〈協和叢書 第16輯〉、1943年8月30日。全国書誌番号:46024211 NDLJP:1126316。

## 参照
1. ↑  『青丘学叢』4、1931年5月、186頁。